# Pedaliodes spina
Pedaliodes spina är en fjärilsart som beskrevs av Gustav Weymer 1911. Pedaliodes spina ingår i släktet Pedaliodes och familjen praktfjärilar. Inga underarter finns listade i Catalogue of Life.